# Histrionicotoxine

Allgemeine chemische Struktur der Histrionicotoxin Alkaloide

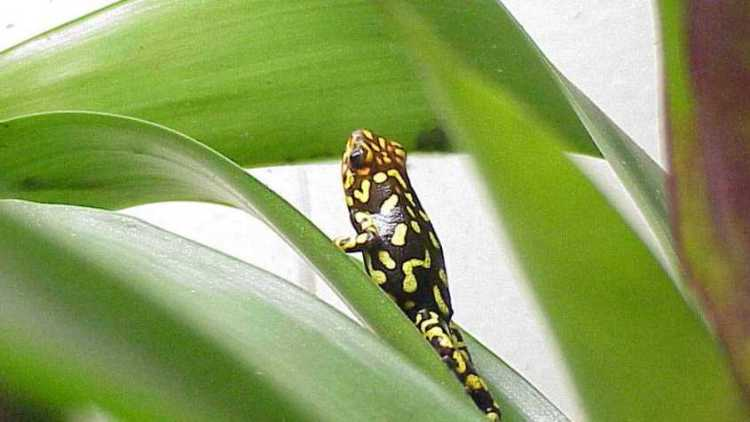
Harlekin-Baumsteiger (Dendrobates histrionicus)

Die Histrionicotoxine sind eine Gruppe von Alkaloiden, welche in der Haut von Baumsteigerfröschen vorkommen. Es handelt sich um Spiroverbindungen aus einem Cyclohexan- und einem Piperidin-Ring.

## Vorkommen
Die Histrionicotoxine wurden in dem Harlekin-Baumsteiger (Dendrobates histrionicus), selten auch Gepunkteter Pfeilgiftfrosch genannt, gefunden.

## Vertreter
Zu den Hauptvertretern zählen u. a. Histrionicotoxin (283A), Allodihydro-Histrionicotoxin (285C) und Isodihydro-Histrionicotoxin (285A).

(–)-Histrionicotoxin (283A)
(–)-Histrionicotoxin (285C)
(–)-Histrionicotoxin (285A)

## Eigenschaften
Histrionicotoxine sind potente Antagonisten des nikotinischen Acetylcholinrezeptors. Der Wirkmechanismus ist komplex und beinhaltet paradoxerweise eine positive allosterische Modulation der postsynaptischen Rezeptoren, wodurch die motorischen Endplatten anfälliger für einen Depolarisationsblock werden.
Aus chemischer Sicht sind diese Substanzen durch die terminalen Alkingruppen (C≡C-Dreifachbindung) interessant.